# Обыкновенный хамелеон
Обыкновенный хамелеон (лат. Chamaeleo chamaeleon) — вид ящериц из семейства хамелеонов. Широко распространённый и имеющий множество подвидов вид.

## Внешний вид и строение
Длина до 30 см. Окраска может очень сильно варьировать от однотонной до пятнистой. При этом цвет может быть как желтоватым или красновато-бурым, так и тёмно-зелёным.

## Распространение и места обитания
Встречается в северной Африке, южной Европе и на Ближнем Востоке. Живут в основном в лесах, но в некоторых пустынных регионах севера Африки обыкновенный хамелеон обитает на слабо заросших дюнах, используя как укрытия норы других животных.

## Питание хамелеона
Кормится в основном насекомыми, ловя их выбросом длинного языка с присоской на конце. Взрослые хамелеоны замечены в поедании фруктов и маленьких хамелеонов.

## Размножение
С октября по ноябрь самки закапывают в землю кладки до 40 яиц. Длительность инкубации — около 9 месяцев.